# Bundesstraße 308
Pour les articles homonymes, voir Route 308.
La Bundesstraße 308 est une Bundesstraße du Land de Bavière.

## Géographie
La Bundesstrasse 308 commence à Sigmarszell à la sortie de l'A 96 (Munich-Lindau) dans le prolongement de la B 31 en provenance de Friedrichshafen. À Oberreute, la B 308 passe par le Paradis, une route de col souvent enneigée.
Aux abords d'Immenstadt, la B 308 bifurque vers l'est, traverse l'Iller et rejoint la B 19, qui vient de Kempten (Allgäu) et s'apparente à une autoroute. Les B 308 et B 19 fonctionnent ensemble vers le sud-est jusqu'à la sortie de Sonthofen, où les routes fédérales se séparent. La B 308 suit la vallée de l'Ostrach jusqu'à Bad Hindelang. Elle franchit le col d'Oberjoch. Avec 107 virages, c'est la route la plus sinueuse d'Allemagne.
La B 308 se termine non loin de la sortie d'Oberjoch à la frontière entre l'Allemagne et l'Autriche vers le district de Reutte, où elle devient la Tannheimer Straße en direction de Weißenbach am Lech.

## Histoire
Dans les années 1540, la route de Sonthofen par Hindelang à Oberjoch est construite par le comte Hug von Montfort. Au même moment, l'empereur Ferdinand fait construire une route de Weißenbach am Lech sur le col de Gaicht à travers la vallée de Tannheim jusqu'à Gähwinde. C'est la première fois qu'une route continue d'Illertal à Lechtal est créée, dont les pentes sont raides, mais pas difficiles. En conséquence, la Montfortstraße et la Gaichtpassstraße deviennent de plus en plus populaires et attirent de plus en plus la circulation des marchandises. La nouvelle route du sel devient une route commerciale importante entre le Tyrol et le Rhin, car l'Arlberg est réputé pour sa difficulté et la Reichsstrasse par Kempten (Allgäu) trop loin.
Les préparatifs pour une nouvelle Jochstrasse commencent en 1894 et la construction en 1895. Elle est conçue dès le départ pour un trafic intense, dotée d'une largeur considérable et, surtout, d'une légère pente. La différence de hauteur de 300 m entre Hindelang et Oberjoch a été comblée par 106 courbes. La route est achevée en 1900. Pendant la Seconde Guerre mondiale et après la guerre, l'entretien de la Jochstraße est négligé, de sorte qu'elle tombe dans un état déplorable. Du printemps à octobre 1952, la Jochstraße est renouvelée pour devenir une route bien entretenue.
La route de Schattwald par Hindelang à Sonthofen est appelée Staatsstraße Nr. 119 jusqu'en 1938, car le numéro de rue est basé sur la première lettre du point de départ (S).
La Bundesstrasse 308 est issue de la Reichsstrasse 308 en 1949. La R 308 suit le même itinéraire que la B 308 actuelle. En 1938, au moment de l'Anschluss, la R 308 est étendue par la vallée de Tannheim jusqu'à Weißenbach am Lech (R 17).

## Tourisme
De Lindau à Oberjoch, la B 308 forme la partie ouest de la route allemande des Alpes. Partant de l'ouest au bord du lac de Constance, l'itinéraire traverse les Alpes d'Allgäu avec la vallée de l'Iller près de Sonthofen et le col d'Oberjoch à l'est.

## Source
- (de) Cet article est partiellement ou en totalité issu de l’article de Wikipédia en allemand intitulé « Bundesstraße 308 » (voir la liste des auteurs).